# راز خانوادگی
راز خانوادگی به رازی گفته می‌شود که تنها افراد یک خانواده از آن آگاه هستند. بیشتر خانواده‌ها رازهایی دارند، ولی از نظر اهمیت و تنوع، این رازها با یکدیگر متفاوت هستند. راز خانوادگی ممکن است رازی باشد بین همه اعضای خانواده یا ممکن است تنها بعضی از اعضا یا حتی یک نفر در خانواده از آن آگاه باشند. این رازها ممکن است در مورد موضوع‌های پرهیزه باشند، یا در مورد شکستن قواعد یا رازهای مرتبط با آداب و رسوم باشند. مواردی مانند زنای محصنه، طلاق، همجنس‌گرایی، بهداشت روانی، بزه، سوء مصرف مواد، خشونت خانگی، آمیزش جنسی، زندگی مشترک بدون ازدواج، بارداری پیش از ازدواج، الکلیسم، یا کج‌رفتاری از جمله نمونه‌های راز خانوادگی هستند. رازهای ساده‌تر می‌تواند شامل درگیری‌های بین اعضای خانواده، مرگ، دین و مذهب، عملکرد تحصیلی یا بیماری‌های جسمانی باشد. هر موضوعی که از نظر یک عضو خانواده ایجاد اضطراب می‌کند، می‌تواند به شکل‌گیری راز خانوادگی بینجامد. اعضای خانواده رازداری را برای برقراری خانواده مهم می‌شمارند ولی بر اثر گذشت زمان رازهای خانوادگی می‌توانند اضطراب درون خانواده را افزایش دهد. نگه داشتن رازهای خانوادگی که به وسیله مراجعان به روانکاوها یا روانپزشک‌ها گفته می‌شود یکی از چالش‌های اخلاقی این شغل‌ها هستند.